# الإجهاض في الولايات المتحدة
يعد الإجهاض مسألة مثيرة للجدل في المجتمع الأمريكي والثقافة والسياسة. طُبقت العديد من القيود والقوانين على الإجهاض منذ بداية القرن العشرين على الأقل.
قبل قرارات المحكمة العليا للولايات المتحدة إثر قضية رو ضد وايد ودو ضد بولتون التي جرّمت الإجهاض في جميع أنحاء البلاد عام 1973، كان الإجهاض قانونيًا في عدد من الولايات، إلا أن القانون فرض أطرًا قانونية لتشريعات الولاية بخصوص الموضوع. إذ وُضعت مهلة زمنية صُغرى تعتبر الإجهاض خلالها فعلًا قانونيًا (مع عدد أقل أو أكبر من القيود خلال فترة الحمل). بقي الإطار الأساسي لهذا القانون فاعلًا بعد قيام المحكمة العليا للولايات المتحدة بالتعديل عليه إثر قضية بلاند بارنتهود ضد كيسي، إلا أن التوافر الفعلي لعملية الإجهاض يختلف بشكل كبير بين ولاية وأخرى، كما أن العديد من الدول لا تمتلك من يقومون بتنفيذ هذه الخدمة. ترى قضية بلاند بارنتهود ضد كيسي بأنه لا يمكن لتشريع أن يحل محل قيود قانونية تطرح عبئًا لا لزوم له من أجل «الغرض من وراء وضع عقبة كبيرة في طريق امرأة تسعى لإجهاض جنين غير قابل للحياة».
يصنف أغلب الممثلين في الجدال القائم حول الإجهاض أنفسهم إما كمؤيدين أو مناوئين له، إلا أنه توجد آراء رمادية بخصوص الموضوع، كما يصنف معظم الأمريكيين أنفسهم بكونهم في المنتصف بين كلا الرأيين. وجد استطلاع أجرته شركة غالوب عام 2018 أن النسب المئوية للأشخاص سواء المناوئين أو المؤيدين للإجهاض متساوية في حدود 48%، إلا أن عددًا أكبر من الأشخاص اعتبروا الإجهاض خاطئًا أخلاقيًا 48% عمّن اعتبروه مقبولًا أخلاقيًا 43%. وقد أشار الاستطلاع إلى أن لدى الأمريكيين تنوّعًا واختلافًا في الآراء حول ما يخص الحالة القانونية للإجهاض. وجد الاستطلاع أن فقط نسبة 29% من المشاركين رأوا أنه على الإجهاض أن يكون قانونيًا تحت جميع الظروف، ورأى 50% منهم أنه على الإجهاض أن يكون جائزًا ضمن شروط معينة. أظهرت نتائج استطلاع أُجري مؤخرًا أنه فقط 34% من الأمريكيين يشعرون بالرضى تجاه القوانين التي المتعلقة بالإجهاض.

## الاصطلاح
عادةً ما يُعنى الجدل القائم حول الإجهاض بما يسمى «الإجهاض المتعمد» للجنين الحي أو الذي ما زال في طور النمو في نقطة ما خلال مرحلة الحمل، وهذا المصطلح هو الذي يستخدم في المعنى القانوني. كما يستخدم البعض مصطلح «الإجهاض الاختياري»، والذي يستخدم للإشارة إلى حق غير مقيَّد للمرأة بالإجهاض، سواء اختارت أم لم تختر القيام به. يصف مصطلح الإجهاض الاختياري أو الإجهاض الطوعي مقاطعة الحمل لدى المرأة تحت طلبها دون استدعاء الحالة الطبية لذلك.
في الطب، يشير مصطلح الإجهاض إما إلى الإجهاض التلقائي، أو الإجهاض قبل أن يصبح الجنين قابلًا للحياة. بعد أن يصبح الجنين قابلًا للحياة، يطلق الأطباء على العملية «إنهاء الحمل» أو الإجهاض المُحرّض.

## التاريخ

### ظهور القوانين المقيدة للإجهاض
بعد استقلال الولايات المتحدة، اتبعت أغلب الولايات القانون العام الإنجليزي فيما يخص الإجهاض. ما يعني أنه غير مسموح بعد الارتكاض (حركة الجنين الأولى)، والتي تبدأ عادةً بين الأسابيع 15-20 من بداية الحمل.
أصبح الإجهاض غير قانوني في بريطانيا وفق تشريع يتبع لقانون إطلاق النار والطعن لعام 1803، كما بدأت العديد من القوانين التي تقيد الإجهاض بالظهور في الولايات المتحدة خلال فترة عشرينيات القرن التاسع عشر، والتي ساهمت في تنسيق وتوسيع القانون العام.
في عام 1821، استهدف قانون في ولاية كونيتيكت العطارين الذين كانوا يبيعون النساء سمومًا بغرض تحريض الإجهاض لديهن، واعتبرت ولاية نيويورك الإجهاض بعد الارتكاض جريمة يعاقب عليها القانون، وما قبل ذلك كمخالفة عام 1829. أشار بعض الباحثين القانونيين إلى أن بعض تلك القوانين في ذلك الوقت لم تعاقب فقط الأطباء والقائمين على عملية الإجهاض، بل أيضًا المرأة التي طلبت منهم ذلك.
ساهم عدد من العوامل في ظهور القوانين المقيّدة للإجهاض. كان الأطباء من قادة المؤيدين للقوانين التي تجرم الإجهاض، نظرًا لمعرفتهم بالتقدم المعرفي الطبي الذي وصلوا إليه. أظهر العلم أن تخصيب البويضة هو بداية لسلسة متطورة من العمليات التي ستنتج أفرادًا جديدة في حال لم تنقطع. علاوة على ذلك، وُجد أن الارتكاض هو مرحلة لا تزيد أو تقل أهمية عن باقي مراحل الحمل الأخرى. رأى العديد من الأطباء أنه في حال كان المجتمع لا يقبل الإجهاض نتيجة بداية حركة الجنين في الرحم (الارتكاض)، وفي حال كان الارتكاض مرحلة غير مهمة نسبية خلال الحمل، فإنه تبعًا لهذا الافتراض، سيكون من الخطأ إنهاء الحمل سواء قبل أو بعد الارتكاض. فكريًا، لعب قسم أبقراط في الطب إضافة إلى العقلية الطبية في ذلك الوقت التي دافعت عن حياة الإنسان بوصفها قيمة مطلقة دورًا مهمًا في قولبة الأفكار بخصوص الإجهاض. كما تأثر الأطباء بالأسباب العملية وراء فرض القيود على الإجهاض. من ناحية، كان يميل القائمون على عملية الإجهاض إلى كونهم غير مؤهلين وليسوا أفرادًا من المجتمعات الطبية. في عصر كان يحاول فيه الأطباء الرواد توحيد مهنة الطب، اعتُبرت تلك «الأفكار الشاذة» مضايقة للصحة العامة.
على الرغم من الحملات الداعية للقضاء على ممارسة الإجهاض، كانت لدى إعلانات المجهضات (الأدوية المحرضة على الإجهاض) فعالية عالية، إلا أنها كانت أقل عبر دول المحيط الأطلنطي. تقترح التقديرات المعاصرة التي أجريت في منتصف القرن الماضي حول معدلات الإجهاض بأنه بين 20 إلى 25% من بين حوادث الحمل في الولايات المتحدة خلال ذلك الوقت انتهت بالإجهاض. شهد ذلك العصر نقلة نوعية في عدد الحاصلين على عملية الإجهاض. قبل بداية القرن الماضي، طُلبت معظم عمليات الإجهاض من قبل نساء أصبحن حوامل خارج العلاقة الزوجية. بين 54 حالة إجهاض نُشرت في مجلات الطب الأمريكية بين عامي 1839 و1880، أكثر من نصفهم قامت بها نساء غير متزوجات، وأكثر من 60% من النساء المتزوجات كان لديهن على الأقل طفل واحد. إن قيام النساء غير المتزوجات اليوم بالحصول على الإجهاض بشكل متكرر يثير قلق الأطباء المحافظين، الذين هم في معظمهم من الرجال. في الحقبة التي تلت الحرب الأهلية الأمريكية، أُلقي أكثر اللوم على الحركات المطالبة بحقوق المرأة.
على الرغم من إظهار الطاقم الطبي العداء تجاه الحركة النسوية، كانت العديد من النسويات في تلك الحقبة مناهضات للإجهاض. في صحيفة «الثورة» التي أدارها كل من إليزابيث كادي ستانتون وسوزان أنتوني، ساهم كاتب مجهول بتوقيع «حرف إيه» بالكتابة حول الموضوع عام 1869، مجادلًا بأنه بدلًا من مجرد تمرير مشروع قانون ضد الإجهاض، علينا علاج السبب الأساسي للمشكلة. إن مجرد تمرير قانون يجرم الإجهاض سيكون بمثابة «قص رؤوس أطراف الأعشاب الضارة، بينما تبقى الجذور في مكانها. مهما كان الدافع تجاه ذلك، سواء رغبة منها في الارتياح أو رغبة في إنقاذ طفلٍ لم يولد من معاناة سيلقاها، فإن المرأة المرتكبة لهذا الجرم هي مذنبة بشدة، ولسوف يؤنبها ضميرها طوال حياتها، وستثقل روحها بعد موتها؛ إلا أن الشعور المتكرر بالذنب هو من قادها إلى الشعور باليأس الذي دفعها إلى ارتكابها الجريمة». كانت العديد من نسويات تلك الحقبة يرين أن الإجهاض هو ضرورة غير مرغوبة تقوم بها النساء نتيجة طيش الرجال. حتى أن جناح «الحب الحر» من الحركة النسوية رفض تأييد الإجهاض واصفًا إياه بأنه أحد الفظائع التي يجلبها زواج اليوم على النساء. اعتبرت النسويات أن إغواء النساء غير المتزوجات والاغتصاب الزوجي مرضين متأصلين في المجتمع يستدعيان الحاجة للإجهاض، إذ إن الرجال هنا لم يحترموا رغبة المرأة في عدم ممارسة الجنس.